# Antonio Marcegaglia

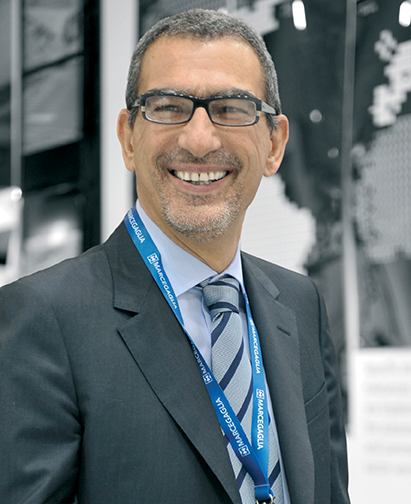
Antonio Marcegaglia (2011)

Antonio Marcegaglia (* 12. Dezember 1963 in Mantua) ist ein italienischer Unternehmer. Er ist Chairman und CEO der stahlverarbeitenden Konzerns Marcegaglia.

## Leben
Marcegaglia schloss 1987 sein Studium in Betriebswirtschaft an der Wirtschaftsuniversität Luigi Bocconi von Mailand erfolgreich ab und trat wenige Tage darauf in Vollzeit in das Familienunternehmen ein. Im Oktober 2013 wurde er nach dem Tod seines Vaters Steno, des Gründers der Gruppe, zum Vorsitzenden von Marcegaglia ernannt. Marcegaglia äußert sich zu Fragen seiner Branche in Fachpublikationen.

## Sonstiges Engagement
Mit seiner Frau Carolina Toso gründete er die Marcegaglia-Stiftung.
Als Sammler zeitgenössischer Kunst rief er anlässlich des 50-jährigen Bestehens seines Unternehmens Steellife ins Leben, die erste internationale Ausstellung, die dem Thema „Stahl“ gewidmet ist. 

## Auszeichnungen
- 2010  Wahl zum „Stainless Steel Executive of the Year“ beim 9. International Stainless & Special Steel Summit in Rom.[9]
- 2024 Gewinner „Ceo Italian Awards - Industry“, Forbes Italia, Mailand.[10]